# Kearny Scots
O Kearny Scots é um clube americano de futebol com sede em Kearny, New Jersey. O clube atualmente joga na North Jersey Soccer League, que é uma liga afiliada da United States Adult Soccer Association, formando a quinta divisão da pirâmide do futebol americano . Os escoceses são um dos mais antigos clubes de futebol em operação contínua nos Estados Unidos. 
No começo dos Scots, eles jogaram na National Association Football League e na segunda American Soccer League. Quando não eram membros dessas ligas, os escoceses competiam em ligas de cidades de nível inferior.

## História
Os Scots foram fundados no final do século 19 e foram os membros fundadores da primeira National Association Football League (NAFBL). Em 1895, os escoceses terminaram como vice-campeões sob o Bayonne Centerville na primeira temporada do NAFBL. Quando o NAFBL fechou no final da temporada de 1898-1899, os escoceses continuaram a jogar em ligas locais menores. Em 1909, os escoceses tornaram-se membros fundadores do segundo NAFBL e continuaram a jogar na liga até 1918. Eles terminaram em segundo lugar nas temporadas de 1906-1907, 1915-1916 e 1916-1917. Os escoceses começaram a temporada de 1918–1919, mas a entrada dos Estados Unidos na Primeira Guerra Mundial levou à perda de grande parte da equipe. Consequentemente, os escoceses abandonaram o NAFBL cinco jogos na temporada. 
Depois de deixar o NAFBL em 1919, os Scots continuaram jogando nas ligas da cidade. Eles voltaram à competição de alto nível quando foram um membro inaugural da segunda American Soccer League em 1933. Originalmente conhecido como Scots-Americans, o clube foi oficialmente renomeado para Kearny Americans, a partir da temporada 1941/42. O clube continuou a ser mais conhecido como Kearny Scots e voltou ao nome original antes da temporada 1950/51.
O clube venceu a New Jersey State Challenge Cup em 1939 e em 1940 levou uma "dobradinha" ao vencer a liga e a Lewis Cup . O clube ganhou a Lewis Cup novamente em 1948.
Devido a dificuldades financeiras, os escoceses se retiraram da American Soccer League após a temporada 1952/53. 
Os Kearny Scots atualmente participam da The Champions League Premier Division.